# Stade Nelson Medrado Dias
Le Stade Nelson Medrado Dias (en portugais : Estádio Nelson Medrado Dias), également surnommé Estradinha, est un stade de football brésilien situé dans la ville de Paranaguá, dans l'État du Paraná.
Le stade, doté de 4 000 places et inauguré en 1927, sert d'enceinte à domicile à l'équipe de football du Rio Branco Sport Club.
Le stade porte le nom de Nelson Medrado Dias, à l'origine de la création du stade.

## Histoire
Nelson Medrado Dias, tente de faire bâtir un stade de football dans sa ville à partir de 1924. Le club du Rio Branco joue alors jusque là sur un terrain donné par le maire de la ville Caetano Munhoz da Rocha.
Le stade, situé dans le quartier d'Estradinha, ouvre ses portes en 1927. Il est inauguré le 12 juin 1927 lors d'une défaite 5-1 des locaux du Rio Branco contre l'Athletico Paranaense (le premier but au stade étant inscrit par Ary, joueur du Paranaense).
Le record d'affluence au stade est de 15 000 spectateurs, lors d'une défaite 4-1 du Rio Branco contre le Coritiba FC le 27 mai 2000,.
L'Estradinha accueillait régulièrement 8 500 spectateurs environ, mais la CBF n'autorise actuellement que 3 000 spectateurs, bien que la capacité officielle soit de 4 000 places.